# Robynsia glabrata
Robynsia glabrata är en måreväxtart som beskrevs av John Hutchinson. Robynsia glabrata ingår i släktet Robynsia och familjen måreväxter. Inga underarter finns listade i Catalogue of Life.